# Associació Internacional d'Hispanistes
L'Associació Internacional d'Hispanistes (en castellà i oficialment Asociación Internacional de Hispanistas, AIH) es va fundar a Oxford el 1962 per a promoure l'estudi i l'ensenyament de les llengües i de les literatures hispàniques.
Amb el recolzament financer de la Fundació Ducs de Sòria, l'AIH organitza congressos cada tres anys, seguits de la publicació de les actes. També publica un Butlletí bibliogràfic anual el número 1 del qual va aparèixer l'any 1994. Així mateix, cada tres anys també edita un Directori de socis, que des de 1998 inclou l'esment dels camps de recerca de cadascun dels seus membres.

## Presidents d'honor
- Ramón Menéndez Pidal (1962)
- Dámaso Alonso (1962-1965)
- Marcel Bataillon (1965-1968)
- Angel Rosenblat (1968-1971)
- Edward M. Wilson (1971-1974)
- Rafael Lapesa (1974-1977)
- Ana María Barrenechea (1977-1980)
- Juan López-Morillas (1980-1983)
- Franco Meregalli (1983-1986)
- Elias L. Rivers (1986-1989)
- Margit Frenk Alatorre (1989-1992)
- Alan Deyermond (1992-1995)
- Augustin Rodó (1995-1998)
- Embolica Schwartz (1998-2001)
- Aurora Egido (2001-2004)
- Jean-François Botrel (2004-2007)
- Carlos Alvar (2007-2010)
- Aldo Ruffinatto (2010-2013)
- David T. Gies (2013-2016)
- Aurelio González Pérez (2016-2019)

## Presidenta actual
- Ruth Fine (2019-2022)